# 伯恩路面電車

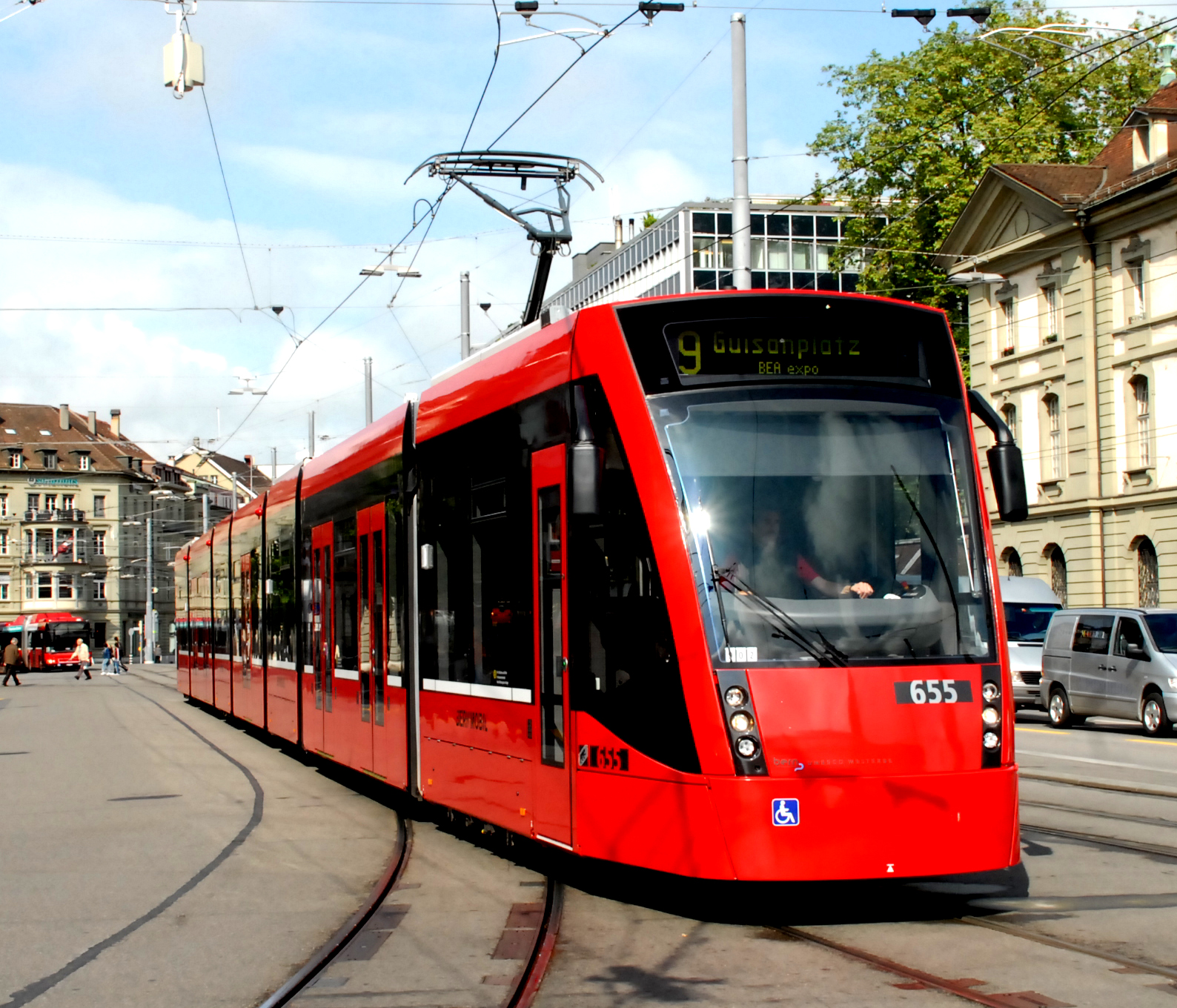
伯爾尼電車

伯恩路面電車（德語：Strassenbahn Bern）是瑞士首都伯恩的一個公共交通有軌電車系統。伯恩路面電車開始運營於1890年。現在伯恩路面電車共有5條路線。現在伯恩路面電車的營運單位是SVB。

## 外部連結
- Bernmobil（页面存档备份，存于） – official site （德文）
- Berner Tramway-Gesellschaft（页面存档备份，存于） – official site （德文）
- Tram-Museum Bern – official site （德文）
- Compressed Air Trams（页面存档备份，存于） – includes Bern

46°56′51″N 7°26′26″E / 46.94750°N 7.44056°E